# Corinne i Arthur Cantrill
Corinne Cantrill (nascuda el 1928) i Arthur Cantrill (nascut el 1938) són una parella de cineastes, acadèmics, compositors i autors de Castlemaine, Austràlia. Ambdós han treballat en pel·lícules educatives infantils, curtmetratges experimentals de 16 mm, pel·lícules de projecció múltiple, llargmetratges, pel·lícules cinètiques i pel·lícules de representació, que van anomenar "cinema expandit". Van editar i publicar 100 números de la revista de cinema Cantrills Filmnotes entre 1971 i 2000.

## Trajectòria
Les pel·lícules de Cantrills s'han exhibit i presentat al Centre Pompidou, al Louvre, al Museu d'Art Modern de Nova York, a la National Gallery of Australia, al Festival Internacional de Cinema de Berlin, al Festival Internacional de Cinema de Melbourne, al Cinéma du Réel, a Festival Internacional de Cinema de Brisbane, Festival de Cinema Independent de Buenos Aires i al Festival Internacional de Cinema de Tessalònica. La televisió pública anglesa BBC Television 1 va presentar un dels seus curtmetratges durant la seva residència a Londres a finals dels anys seixanta. El seu treball en pel·lícules educatives infantils es va emetre a la televisió estatunidenca ABC entre 1960 i 1963.
La pel·lícula autobiogràfica de Corinne Cantrill In this life's body (En la vida d'aquest cos, 1984) va ser nomenada pel cineasta grec-australià Bill Mousoulis com una de les cinquanta pel·lícules independents més importants de la història australiana. Per altra banda, la pel·lícula biogràfica d'Arthur Harry Hooton (1970) es va centrar en l'anarquista australià, Wobbly i membre del Sydney Push.
Arthur Cantrill va ser professor associat a l'Escola d'Arts Creatives de la Universitat de Melbourne fins a la seva jubilació el 1996.
El 2011, el seu treball va ser el focus d'una exposició retrospectiva al Centre australià per a la imatge en moviment, titulada Anys llum. El 2010, Shame File Music, amb seu a Melbourne, va publicar una recopilació de les composicions d'Arthur Cantrill, titulada Chromatic Mysteries: soundtracks 1963-2009 (Misteris cromàtics: bandes sonores 1963-2009). El 2014, Shame File Music va llançar Hootonics, la banda sonora d'Arthur Cantrill per a Harry Hooton en vinil. El 2011, Corinne i Arthur van ser guardonats com a Membres de l'Ordre d'Austràlia (AM) "pel servei a les arts visuals com a cineastesa documentals i experimentals i a l'educació en els camps de les arts creatives, especialment el surrealisme i el cinema d'avantguarda".

## Filmografia
- Henri Gaudier-Brzeska, 30 min, 1968 (16mm)
- Bouddi, 8 min, 1970, (16mm)
- 4000 Frames, An Eye-Opener Film, 3 min, 1970, (16mm)
- Harry Hooton, 83 min, 1970, (16mm)
- Calligraphy Contest for the New Year, 1971 (llargmetratge)
- Concert for Electric Jugs, 1971 (llargmetratge)
- Blast, 6 min, 1971, (16mm)
- Gold Fugue, 3 min, 1971 (3 pel·lícula)
- Pink Metronome, 3 min, 1971 (3 pel·lícula)
- Room, 5 min, 1971 (3 pel·lícula)
- The City, 8 min, 1971 (3 pel·lícula)
- Fragments, 13 min, 1971 (3 pel·lícula)
- Skin of Your Eye, 117 min, 1973 (16mm)
- At Eltham, 24 min, 1974 (16mm)
- Reflections on Three Images by Baldwin Spencer, 1901, 17 min, 1974 (16mm)
- Three Colour Separation Studies - Landscapes, 13 min, 1976 (pel·lícula en tres colors)
- Three Colour Separation Studies - Still Lifes, 13 min, 1976 (pel·lícula en tres colors)
- Edges of Meaning, 1977 (llargmetratge)
- In This Life's Body, 147 min, 1984 (16mm)
- Rainbow Diary, 17 min, 1984 (with Ivor Cantrill) (16mm)
- Notes on Berlin, the Divided City, 30 min, Super 8mm (16mm), 1986
- Walking Track, 20 min, Super 8mm, 1987 (16mm)
- The Berlin Apartment, 120 min, 1987/1992 (pel·lícula)
- Projected Light, 120min, 1988
- The Bemused Tourist, 120min, 1997
- Ivor Paints Arf Arf, 5 min, 28 secs, 1998 (pel·lícula en tres colors)
- The City of Chromatic Dissolution, 21 min, 35 secs, 1998 (pel·lícula en tres colors)
- The City of Chromatic Intensity, 5 min, 1999 (pel·lícula en tres colors)
- The Room of Chromatic Mystery, 7 min, 2006 (16mm)